# Echanella temperata
Echanella temperata là một loài bướm đêm trong họ Noctuidae.